# Барковский, Анатолий Александрович
Анато́лий Алекса́ндрович Барко́вский (5 мая 1921, Москва — 1 февраля 2012) — советский дипломат. Чрезвычайный и полномочный посол.

## Биография
- В 1941—1945 годах — участник Великой Отечественной войны. В 1944 году — гвардии старший лейтенант, командир роты ПТР 135-го гвардейского стрелкового полка 46-й гвардейской стрелковой дивизии. Член ВКП(б).
- В 1948 году окончил Московский историко-архивный институт.
- С 1951 года работает в МИДе.
- В 1952—1958 годах — 1-й секретарь посольства СССР в Египте.
- В 1958—1959 годах — 1-й секретарь Отдела стран Ближнего Востока МИД СССР.
- В 1959—1961 годах — советник Посольства СССР в Объединённой Арабской Республике.
- В 1961 году — генеральный консул СССР в Дамаске (ОАР).
- С 3 ноября 1961 по 12 февраля 1968 года — чрезвычайный и полномочный посол СССР в Сирии[1].
- В 1968—1970 годах — на ответственной рабте в центральном аппарате МИД СССР.
- С 8 января 1971 по 7 июля 1973 года — чрезвычайный и полномочный посол СССР на Кипре[2].
- С 29 декабря 1973 по 17 марта 1982 года — чрезвычайный и полномочный посол СССР в Ираке[3].
- С 1982 года — на ответственной работе в центральном аппарате МИД СССР.

Похоронен в Москве на Кунцевском кладбище.